# Machacamarca (ort i Oruro)
Machacamarca (aymara (språk): Machakamarka) är en ort i Bolivia.   Den ligger i departementet Oruro, i den centrala delen av landet, 210 km nordväst om huvudstaden Sucre. Machacamarca ligger 3 728 meter över havet och antalet invånare är 2 044.
Terrängen runt Machacamarca är platt västerut, men österut är den kuperad. Terrängen runt Machacamarca sluttar västerut. Runt Machacamarca är det glesbefolkat, med 20 invånare per kvadratkilometer.. Det finns inga andra samhällen i närheten. 
Omgivningarna runt Machacamarca är i huvudsak ett öppet busklandskap.